# باربرا ديغاني
باربرا ديغاني (تورينو، 11 أغسطس 1966) سياسية إيطالية من فينيتو.
ولدت ديغاني في بيدمونت، ونشأت في بادوفا فينيتو. دخلت السياسة في 1994 بالانضمام إلى فورزا إيطاليا. في عام 1996 أصبحت رئيسة الأمانة الإقليمية للحزب تحت قيادة جورجيو كارولو. تم انتخابها لعضوية المجلس الإقليمي في فينيتو في عامي 2000 و2005. في عام 2009 تم انتخابها رئيسة لمقاطعة بادوفا لشعب الحرية. بعد انضمامها إلى يمين الوسط الجديد تم تعيينها وكيلة وزارة البيئة في حكومة رينزي في عام 2014.
اعتبارًا من 28 فبراير 2014 شغلت منصب وزيرة البيئة، وتم تعيينها في مجلس وزراء رينزي وتم تأكيدها في مجلس الوزراء جينتيلوني.
ديغاني متزوجة من رافاييل جرازيا الذي التقت به في المجلس الإقليمي حيث كان مستشارًا في فورزا إيطاليا أيضًا، قبل أن ينتقل إلى فينيتو لكارولو من أجل حزب الشعب الأوروبي، وأخيراً إلى اتحاد المركز.